# Woodland Opera House

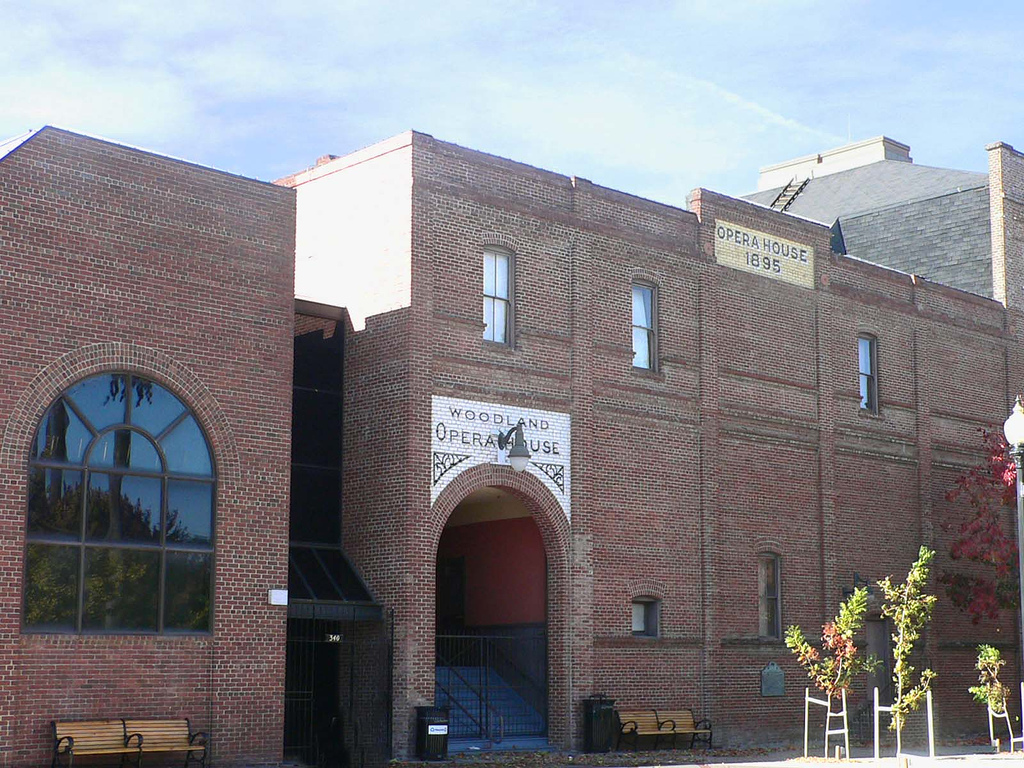
Eingang zum Theater.

Das Woodland Opera House ist in das National Register of Historic Places eingetragen und eine California Historical Landmark. Es ist eines von vier noch funktionierenden Opernhäuser aus dem 19. Jahrhundert in Kalifornien und befindet sich innerhalb des Downtown Historic Districts in Woodland, Kalifornien.

## Geschichte
Das Bauwerk, das 1885 von dem prominenten Architekten Thomas J. Welsh aus San Francisco entworfen wurde, war das erste Opernhaus im Sacramento Valley. Der Bauunternehmer, der das Gebäude errichtete, war William Henry Curson aus Woodland. Im Juli 1892 zerstörte ein Brand, der seinen Ursprung in der Dead Cat Alley hinter dem Theater hatte, einen Großteil des Gebietes, das heute zum Downtown Woodland Historic District gehört, einschließlich des Opernhauses. Es war unklar, ob dieses wieder aufgebaut werden würde, als der örtliche Geschäftsmann David N. Hershey das Grundstück kaufte und von anderen Geschäftsleuten in der Stadt bei seinem Vorhaben unterstützt wurde. Von 1895 und 1896 wurde das Opernhaus durch den Bauunternehmer wieder aufgebaut. Die Baukosten betrugen 8990 US-Dollar. Dabei wurde ein Großteil des ursprünglichen Baumaterials wiederverwendet, darunter die noch teilweise stehenden Wände.
Ende des 19. Jahrhunderts und zu Beginn des 20. Jahrhunderts waren einige der bekanntesten Schauspieler und ihre Ensembles hier aufgetreten. Darunter waren Nance O’Neil, James A. Herne, Harry Davenport, Helena Modjeska, John Philip Sousa und seine Truppe, die Komiker Weber and Fields, George M. Cohans Truppe, „Gentleman Jim“ Corbett, John L. Sullivan sowie die aufkommenden Filmstars Sydney Greenstreet, Walter Huston und Verna Felton.
Bis 1913 hatten mehr als 300 Gastspiele auf dieser Bühne stattgefunden, und das Woodland Opera House war zu einem Zentrum der Unterhaltung in der Region geworden. Ein Gerichtsverfahren, das auf einen Vorfall im Jahr 1912 zurückging – ein Besucher hatte die Tür zu einer Laderampe mit einem Ausgang verwechselt und war aus etwa einem Meter Höhe gestürzt und hatte sich dabei den Arm gebrochen – und der Rückgang der Kartenverkäufe aufgrund des Aufkommens der Kinofilme führte zur Schließung des Theaters.

### Neubeginn
Das Opernhaus blieb geschlossen und wurde fast sechs Jahrzehnte nicht genutzt, als es 1971 von der Yolo County Historical Society gekauft wurde. Am 5. November 1971 wurde das Woodland Opera House als Baudenkmal in das National Register of Historic Places aufgenommen. 1976 wurde es zu einer California Historical Landmark erklärt und 1980 dem Staat Kalifornien gestiftet. Nach einer Rekonstruktion, die rund zwei Millionen US-Dollar kostete, wurde das Opernhaus 1989 wiedereröffnet. Während der folgenden neun Jahre wurden weitere Arbeiten vorgenommen, die von Gary Worth, einem Architekten aus Woodland geleitet wurden. Ein Großteil des Materials wurde von Brocchini & Associates aus Oakland zur Verfügung gestellt, einschließlich historischer Tapeten, Beleuchtungselemente und der Farben für den Anstrich.
Während der Rekonstruktion wurde das Gebäude statisch auf den neuesten Stand gebracht und erdbebensicher gemacht. Eine Zentralheizung sowie eine Kilamanlage wurden eingebaut, ein Sprinklersystem und eine Alarmanlage wurden genauso hinzugefügt, wie ein barrierefreier Zugang. Es entstand ein Anbau für mechanische Ausrüstung, sowie Räumlichkeiten für die Verwaltung, einen Andenkenladen, die Mid Level Lounge und eine Dachterrasse. Die Restaurierungsmaßnahmen des Gebäudeinterieurs gewannen einen Preis durch die California Preservation Foundation und durch die League of Historic American Theaters.
Mit der Hilfe des Woodland Rotary Clubs entstand 1990 auf der Südseite des Gebäudes eine Grünfläche.

## Architektur des Gebäudes
Das heutige Opernhaus ist ein einfaches, zweistöckiges Gebäude aus roten Backsteinen. Das Bauwerk hat eine Länge von etwa 32 m und eine Breite von etwa 18 m. Die Wände haben eine Dicke von rund 50 cm. Ein Bühnenhaus am nördlichen Ende des Gebäudes wurde durch einen Brand in den 1930er Jahren zerstört. Es hatte eine Höhe von 18 m über dem Straßenniveau. Teilweise hat das Gebäude mit den Bauwerken auf der Westseite eine gemeinsame Wand.
Das Innere des Gebäudes ist ein typisches Beispiel für die Architektur amerikanischer Schauspieltheater des 19. Jahrhunderts. Die Bühne ist als halbrundes Proszenium angelegt. Der Zuschauerraum ist von einem hufeisenförmigen Rang umgeben, dessen Sitzreihen nicht unterbrochen sind. Vor der Bühne befindet sich ein ausgedehnter Orchesterraum, wie es in Theatern der Neorenaissance üblich war.

## Theaterproduktionen
Zwischen September und Juni werden in der Regel fünf Theaterproduktion gegeben, die meist zwei bis vier Wochenende lang aufgeführt werden. Ein Jugendtheatercamp findet jährlich im August statt, das Jugendtheaterprogramm läuft das ganze Jahr hindurch. In Zusammenhang mit dem Bildungsbüro des Countys werden für Schüler für Aufführungen der laufenden Inszenierungen an Wochentagen Tickets zu Vorzugspreisen angeboten.
Neben der Aufführung von Schauspielen dient das Gebäude heute auch zu Auftritten von  Musikern, Comedians und etwas seltener auch zur Abhaltung von Hochzeiten.